# Cromita
La cromita es un mineral de composición FeCr2O4 perteneciente al grupo IV (óxidos) según la clasificación de Strunz.
Llamado en un principio fer chromate alumine por Louis-Nicolas Vauquelin y Tassaert (1798), el nombre de cromita se debe a Wilhelm Karl Ritter von Haidinger (1845) y hace referencia a su contenido de cromo.

## Propiedades
La cromita es un mineral entre translúcido y opaco, de color negro o negro parduzco y brillo metálico.
Con luz reflejada adquiere una coloración blanco grisácea con un tinte pardo.
Es frágil y muestra fractura irregular; las superficies rotas frecuentemente tienen una apariencia angular granulada.
Tiene dureza 5,5 en la escala de Mohs y una densidad entre 4,5 y 4,8 g/cm³.
Cristaliza en el sistema isométrico, clase hexaoctaédrica, siendo polimorfo de la xieíta y de la chenmingita.
El contenido de cromo de la cromita puede llegar a alcanzar el 46% y el de hierro el 25% y como impurezas puede contener aluminio, magnesio, manganeso y titanio. Algunos ejemplares son débilmente magnéticos.
Es miembro del grupo de la espinela, formando series completas con otros miembros del grupo, como por ejemplo las series cromita-hercynita, cromita-espinela, cromita-magnetita y cromita-magnesiocromita.
La cromita es el análogo de cromo de hercynita, magnetita y coulsonita, así como el análogo de hierro de zincocromita, cocromita y magnesiocromita.

## Morfología y formación

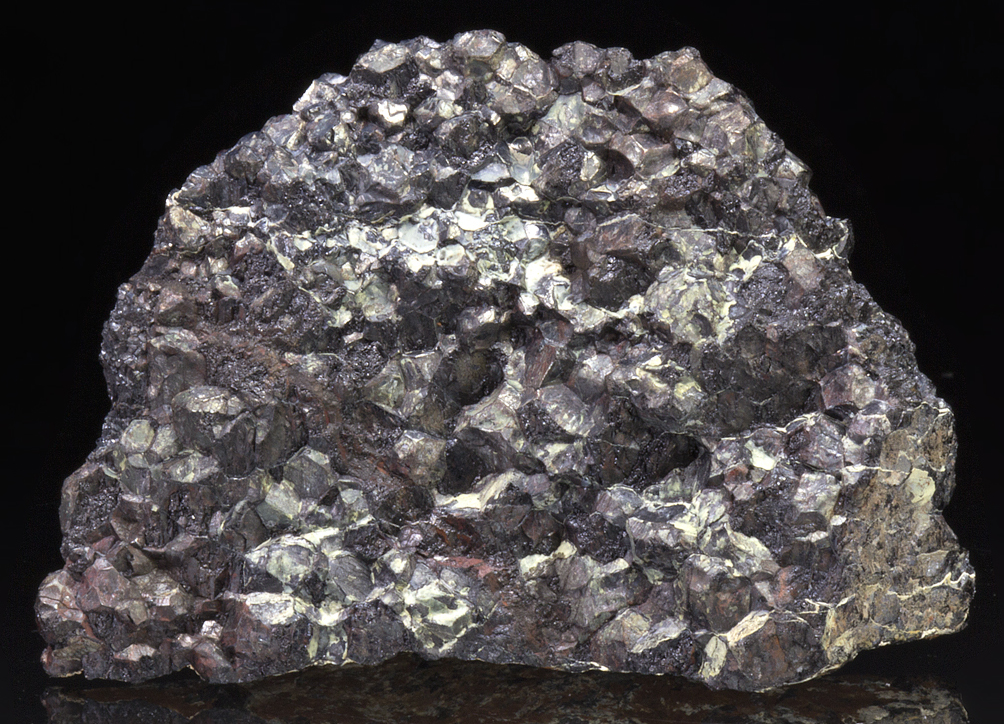
Cromita procedente del distrito de Makonde (Zimbabue)

La cromita puede presentarse en forma de cristales octaédricos (modificados por cubos o dodecaedros) de hasta 1 cm.
También puede adoptar habito granular fino, compacto o masivo.
En cuanto a su génesis, es un mineral ortomagmático asociado a rocas ultrabásicas. También puede aparecer en rocas sedimentarias en placeres.
Es habitual en todos los meteoritos, excepto en condritas carbonáceas y en basaltos de mares lunares.
La cromita suele encontrase asociada a olivino, enstatita, plagioclasa, serpentina, magnetita, ilmenita, pirrotita, pentlandita y ulvöespinela.

## Aplicaciones
La cromita y la magnesiocromita constituyen las únicas menas de cromo. Los dos productos principales que se obtienen a partir de estos minerales son el ferrocromo y el cromo metálico, siendo distinto el proceso de fundición del mineral en uno y otro caso. Para la producción de ferrocromo, la cromita se reduce con aluminio o silicio en una reacción aluminotérmica, mientras que para la producción de cromo puro, el hierro debe separarse del cromo mediante un proceso de tostado y lixiviación en dos etapas.
Por otra parte, la cromita se usa como material refractario debido a su alta estabilidad térmica.
Así, se emplean ladrillos refractarios de cromita en hornos metalúrgicos.

## Yacimientos
La cromita es un mineral muy extendido, siendo la localidad tipo Carrade de Cavalaire (Var, Francia).
De especial interés es el yacimiento de Hangha (Sierra Leona), de donde se obtienen quizás los mejores cristales de cromita del mundo. Otros emplazamientos notables son los del complejo Bushveld (Limpopo, Sudáfrica), así como los existentes en Turquía, muy numerosos (Muğla, Eskişehir, Burdur y Elazığ).
En España, se ha encontrado cromita en peridotitas de la Serranía de Ronda (Ojén, Málaga) y en algunas mineralizaciones de Huelva (Cala).